# Svatý Kryštof (ostrov)

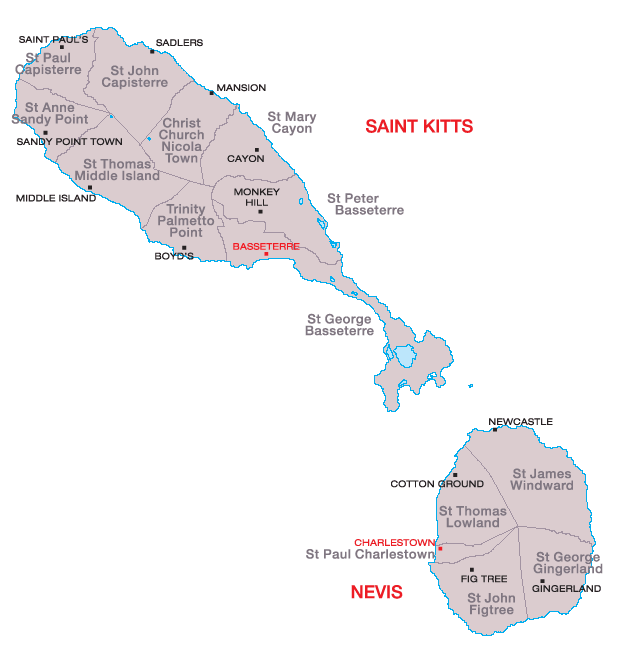
Farní okrsky na ostrovech Svatý Kryštof a Nevis

Svatý Kryštof je ostrov, součást Závětrných ostrovů v Karibiku, hlavní a největší ostrov státu Svatý Kryštof a Nevis. Od Nevise jej odděluje průliv The Narrows široký 3,2 km. Má rozlohu 176 km², žije zde přibližně 40 000 obyvatel. Nachází se zde hlavní město celého státu Basseterre, samotný ostrov je rozdělen do devíti farních okrsků.
Nejvyšším bodem ostrova je Liamuiga s nadmořskou výškou 1 156 m.